# Acta est fabula
Acta est fabula (лат.) — виставу завершено. 
Цими словами завершувалися спектаклі в театрах Стародавнього Риму в часи, коли ще не було театральних завіс.

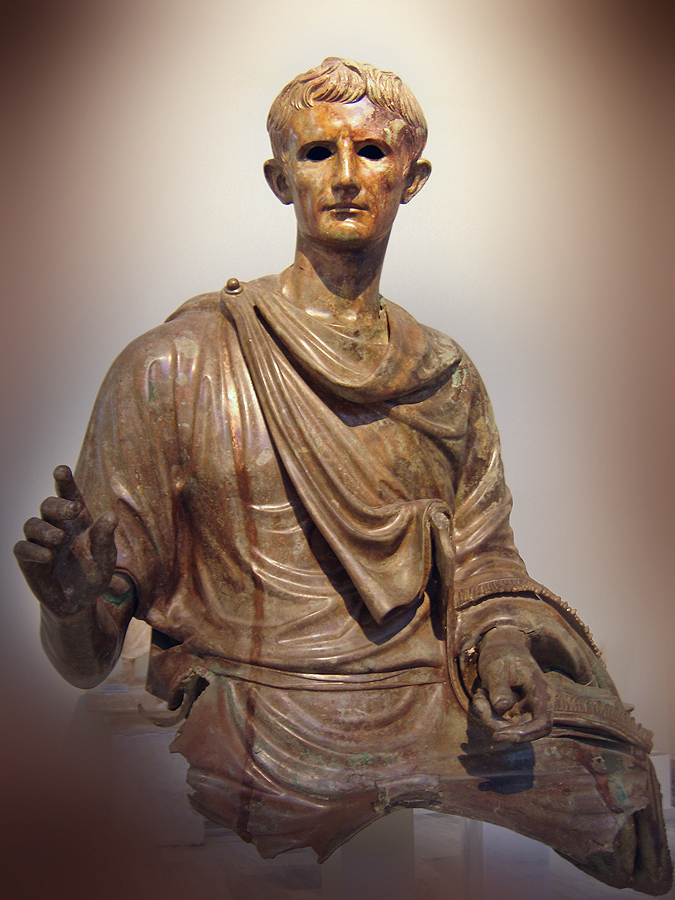
Фрагмент бронзової фігури Августа, I ст. н.е.

Ця фраза також була останніми словами Октавіана Августа (лат.  — Octavianus Augustus) . Светоній (лат.  — Gaius Suetonius Tranquillus) в «Житті дванадцяти цезарів» («Божественний Август», 99) зазначає, що Август в останній день свого життя декілька разів запитував, чи не спричиняє його стан тривоги у місті, а «друзів, що зайшли, запитав чи не вважають вони, що він добре зіграв комедію життя».
Сьогодні сентенція застосовується також у значенні все завершено.